# Bahnhof Odense

Der Bahnhof Odense (dänisch Odense Banegård; auch Odense Banegård Center (OBC)) ist ein dänischer Bahnhof und Bahnknotenpunkt in der Großstadt Odense auf der Insel Fünen in der Region Syddanmark. Er liegt im Zentrum von Odense am nördlichen Rand der Innenstadt. Südlich des Bahnhofs befindet sich eine Haltestelle der Odense Letbane.
Der Bahnhof liegt an der Bahnstrecke København–Fredericia. Er war der wichtigste Eisenbahnknotenpunkt Fünens. Nach der Stilllegung der anderen Strecken zweigt hier nur noch die Bahnstrecke Odense–Svendborg nach Svendborg ab. Der Bahnhof wird vom staatlichen Eisenbahnverkehrsunternehmen DSB und vom privaten Schienennahverkehrsunternehmen Arriva bedient.

## Vorgängerbahnhöfe

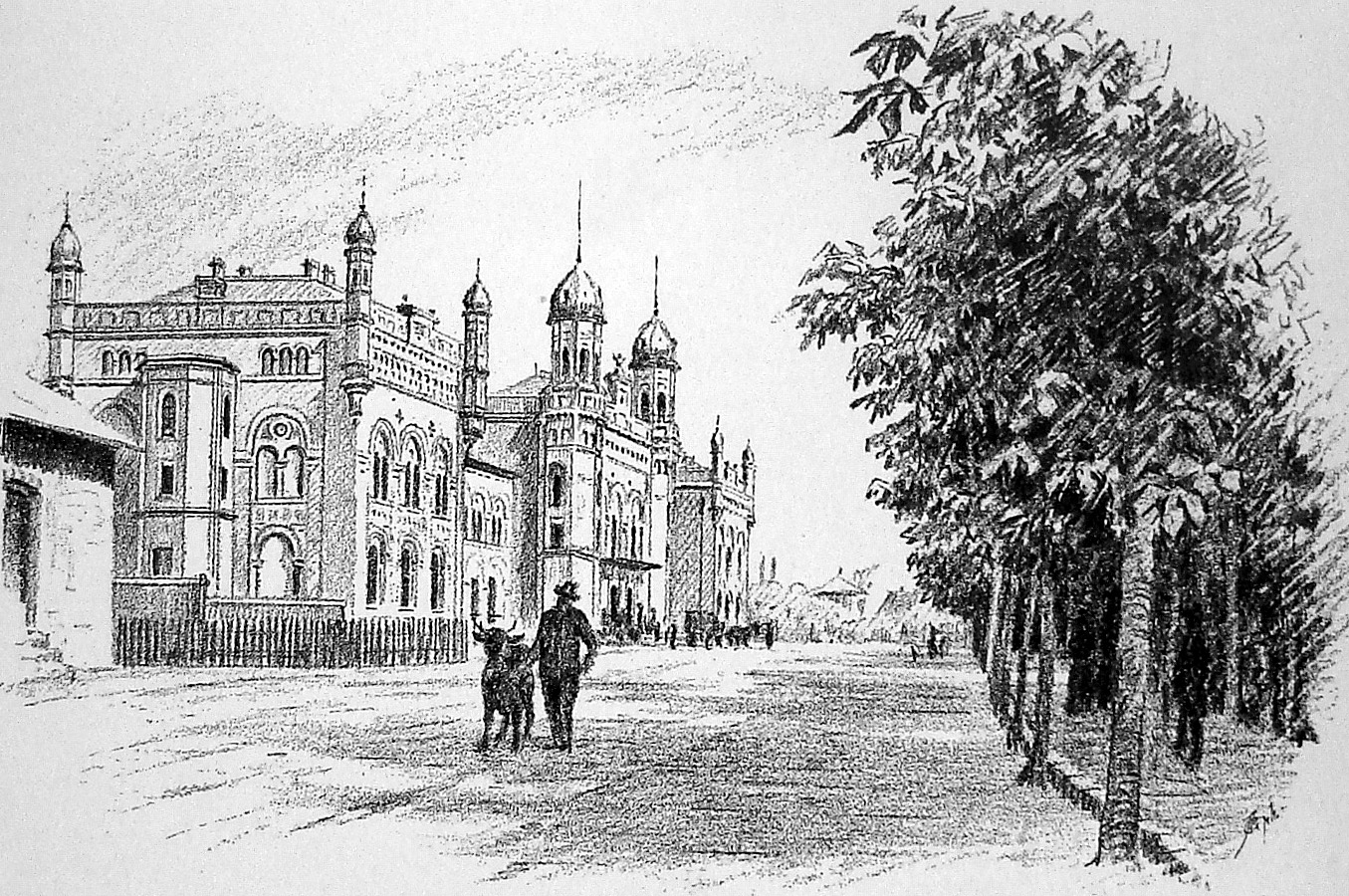
Der erste Bahnhof nach der Erweiterung und Umbau in den 1880er-Jahren (1893)

Der heutige Bahnhof hatte zwei Vorgänger an ungefähr gleicher Stelle. Der erste Bahnhof wurde am 7. September 1865 als Zwischenbahnhof der neuen Eisenbahnstrecke Dronning Louises Bane (deutsch Königin-Louise-Bahn) zwischen Nyborg und Middelfart über Odense eröffnet. Sie war die erste Eisenbahnstrecke auf der Insel Fünen und ist Teil der Bahnstrecke København–Fredericia.:15, 20 Das Hauptgebäude des ersten Bahnhofs wurde nach Zeichnungen des Architekten N.P.C. Holsøe errichtet. Dieses Gebäude wurde schnell zu klein und nach Plänen des Architekten Thomas Arboe in den frühen 1880er-Jahren an beiden Enden und in der Mitte erweitert.
In der Folgezeit wurde der Bahnhof Ausgangspunkt der Bahnstrecken Odense–Bogense (1882):78–80, Odense–Kerteminde–Martofte (1900):124–126 und Odense–Middelfart–Bogense (1911):96. Die Strecken Odense–Svendborg und Odense–Nørre Broby–Faaborg (1906) nutzten den Bahnhof der Staatsbahn in Odense ursprünglich nicht, da sie mit dem Südbahnhof (dänisch Odense Sydbanegård) bis 1954 einen eigenen Ausgangspunkt für ihre Züge hatten.

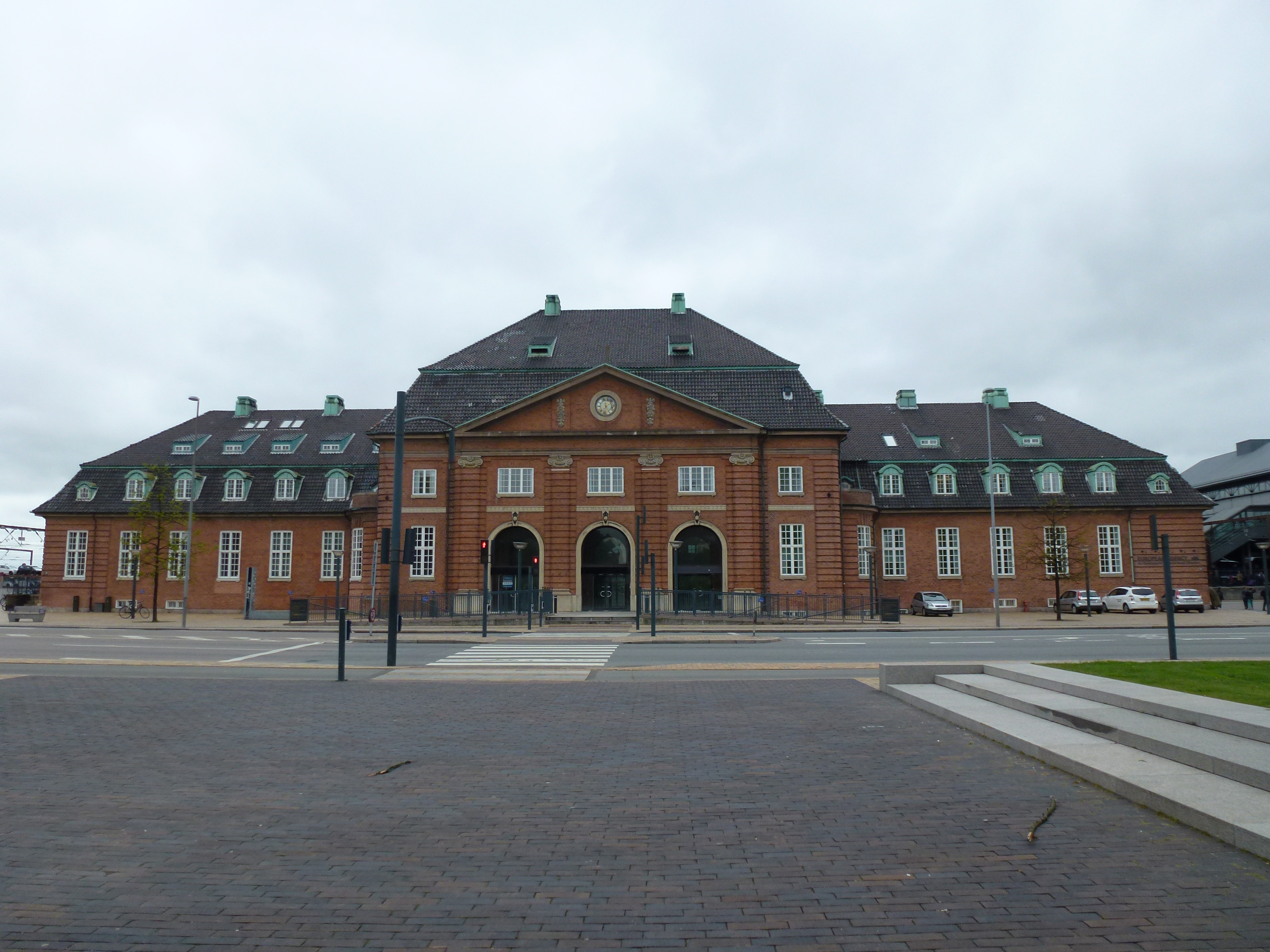
Das Hauptgebäude des zweiten Bahnhofs (2012)

Der zweite Bahnhof wurde 1914 eröffnet. Dessen vorhandenes Hauptgebäude wurde nach Zeichnungen des Architekten Henrich Wenck errichtet. Dieser zweite Bahnhof wurde am 15. September 1995 durch das dritte und jetzige Bahnhofsgebäude ersetzt.

## Architektur und Aufbau
Das Bahnhofsgebäude ist dreiflügelig aufgebaut. Im Süden entlang des Østre Stationsvej befindet sich ein langes Gebäude, in dem sich u. a. die Odense Centralbibliothek befindet. Darüber hinaus gibt es Rolltreppen und Aufzüge in das Zentralgebäude gegenüber dem Stadtbusbahnhof und den Bahngleisen. Dort betreibt DSB einen Fahrkartenverkauf, zudem sind dort weitere Geschäfte wie eine Verkaufsstelle von 7-Eleven vorhanden. Der nördliche Flügel an der Dannebrogsgade ist ein Parkhaus, in dem das Busunternehmen FynBus eine Verkaufsstelle hat. Außerdem befindet sich auf dieser Seite der Gleise ein weiterer Busbahnhof. Das Zentralgebäude ist im Besitz von ATP Ejendomme, DSB und der Kommune Odense.
Der Bahnhof hat sieben Gleise (nummeriert von 2 bis 8). Das Gleis 1 ist ein Stumpfgleis und wird wie Gleis 2 nicht für Reisezüge genutzt. Das Durchgangsgleis 7 und das Stumpfgleis 8 werden hauptsächlich von den Regionalzügen nach Ringe und Svendborg genutzt. Im Westen befinden sich Rüst- und Abstellgleise sowie ein Bereich für Spezialfahrzeuge. Im Norden liegt im ehemaligen Bahnbetriebswerk mit Rundschuppen das Dänische Eisenbahnmuseum.

## Odense Sydbanegård
Der früher nach Südwesten anschließende Rangierbahnhof am Südbahnhof wurde aufgelöst und überbaut. Das ehemalige Bahnbetriebswerk der Svendborgbane dient als Garage und das von H.A.W. Haugsted errichtete Bahnhofsgebäude beheimatet die Immobiliengesellschaft Fyns Almennyttige Boligselskab. Der Südbahnhof bestand als Dienststelle vom 12. Juli 1876 bis zum 22. Mai 1954.

## Betrieb
Der gesamte Zugverkehr zwischen Jütland und Seeland läuft über den Bahnhof Odense, der Ausgangspunkt für den Verkehr zwischen Odense und Svendborg auf der Svendborg-Linie ist. Es gibt häufige Zugverbindungen nach Kopenhagen (1½ Std.), Hamburg (4½ Std.), Esbjerg (1½ Std.), Aarhus (1½ Std.) und Svendborg (¾ Std.).